# Mehrsitzventil

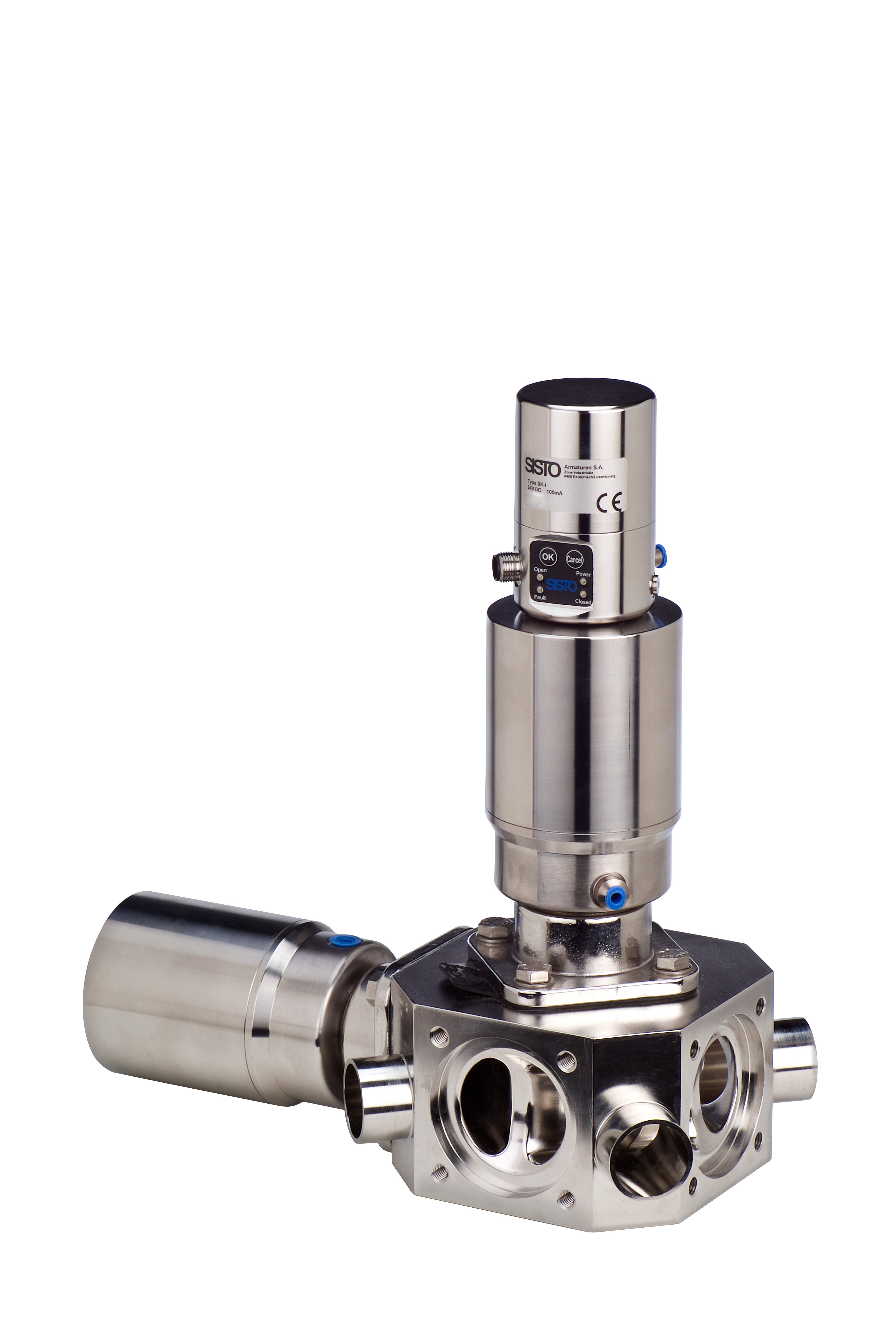
Mehrsitzventil mit pneumatischem Antrieb

Mehrsitzventile, auch Blockventile oder Mehrwegeventile dienen zur Absperrung  oder Steuerung komplexer Flüssigkeitsströme in sterilen Bereichen der Getränke- und Nahrungsmittelindustrie als auch in der Pharma- und Feinchemieindustrie. Sie ersetzen häufig Kombinationen mehrerer Einsitzventile im aseptischen Bereich. 

## Anwendung und Funktion
Insbesondere in der pharmazeutischen Wirkstoffproduktion, aber auch für viele andere aseptische Prozesse benötigen Anlagen einen hohen Grad an Individualisierung, denn die hohe Variantenvielfalt lässt sich kaum noch durch standardisierte Komponenten abdecken. Als Konsequenz werden vom Ventilhersteller eine hohe Kompetenz im Bereich der Konstruktion sowie eine enge Interaktion zwischen Planer und Hersteller in der Planungsphase von (aseptischen) Anlagen gefordert. Nur so lässt sich z. B. die Entleerbarkeit der Anlage bei größtmöglicher Kompaktheit sicherstellen. Dies ergibt sich vor allem aus den produktbedingt stark unterschiedlichen biotechnischen Prozessen und aus Besonderheiten in der Verarbeitung und Zusammenführung von Inhaltsstoffen für die hochempfindlichen Endprodukte.
Ähnlich wie das Einsitzventil besteht auch das Mehrsitzventil aus dem Ventilgehäuse, jedoch mit mehreren Membranen und Antrieben bestückt, sowie in vielen Fällen einer Steuer- und Rückmeldeeinheit pro Antrieb.
Bei ausschließlicher Verwendung von Durchgangsventilen, also Membranventilen, die den Durchfluss in einer Rohrleitung mit einer einzigen Membran absperren, würden sich die Variationsmöglichkeiten auf die unterschiedlichen Nennweiten der Anschlüsse beschränken. Zwar lassen sich durch die Kombination solcher Einsitzventile, die auch T- oder Y-Form haben können, komplizierte Prozessabläufe und Verteilungen gestalten, vorzugsweise kommen hierfür aber Mehrsitzventile mit spezifischen Vorteilen für den aseptischen Prozess zum Einsatz. Aufgrund der Herstellung aus einem Schmiedeblock und der sehr kompakten Bauweise werden diese Ventile oft auch als „Blockventile“ bezeichnet. Mit Mehrsitzventilen ergibt sich eine nahezu unendliche Variationsvielfalt.
Einige Vorteile des Mehrsitzventils sind unmittelbar zu erkennen: Es spart Platz, sodass die Anlage oder Teilanlage weniger Raum einnimmt. Zudem nimmt die medienberührte Fläche innerhalb der Ventilkombination im Vergleich zur Ringkonstruktion erheblich ab.
Die Kompaktheit eines multifunktionalen Mehrsitzventils und damit auch der Anlage kann durch die Größe der verfügbaren Antriebe stark beeinflusst werden. Erhebliche Vorteile bieten Mehrsitzventile mit besonders schlanken, im Durchmesser nicht über die Abmessungen der Membran hinausragenden Antrieben.
Bedeutende Hersteller für Mehrsitzventile auf dem deutschen bzw. europäischen Markt sind u. a. GEMÜ, Bürkert, SED und SISTO.

Vergleich zwischen Ventilkombinationen und Mehrsitzventilen
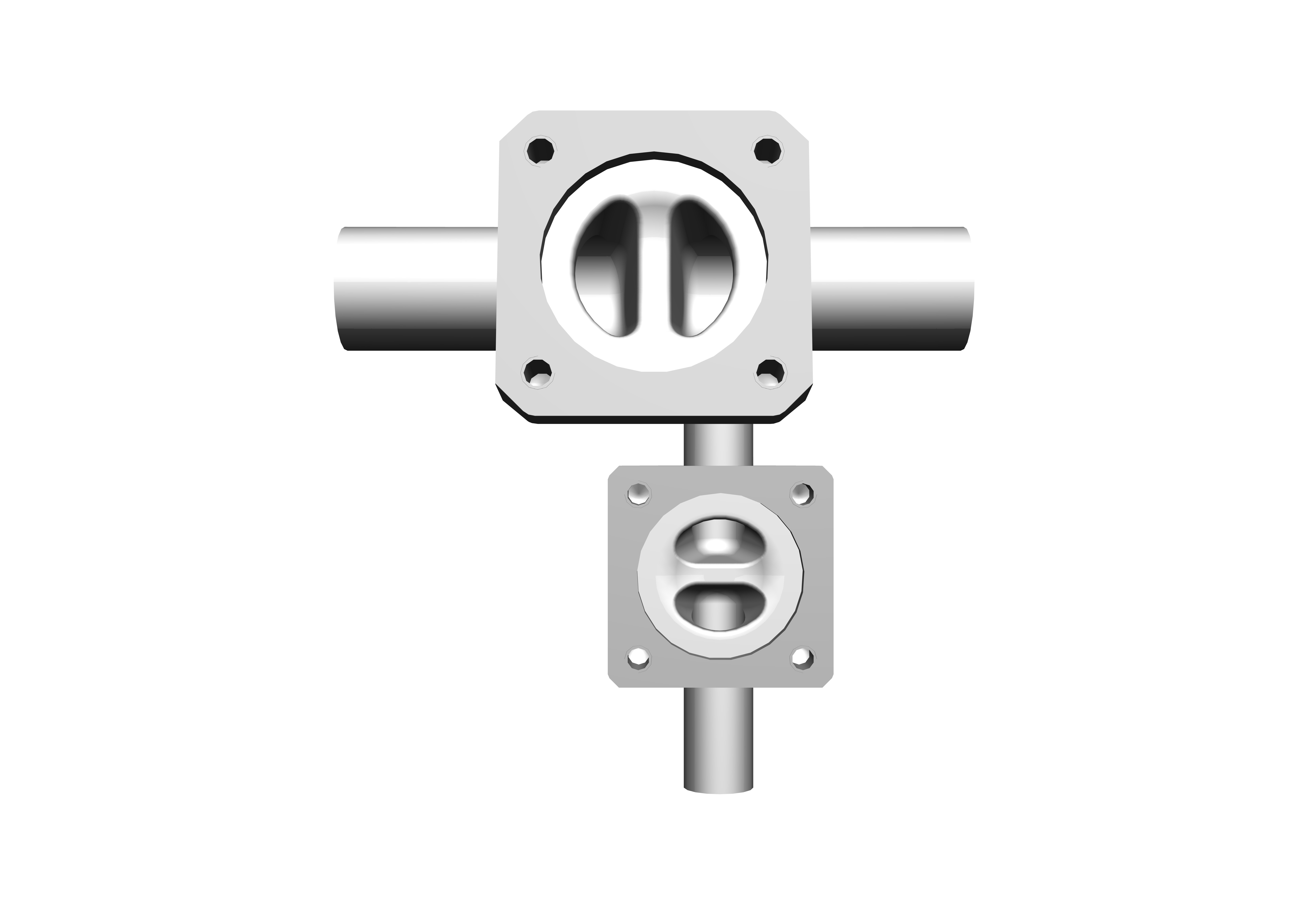
Schema Ventilkombination
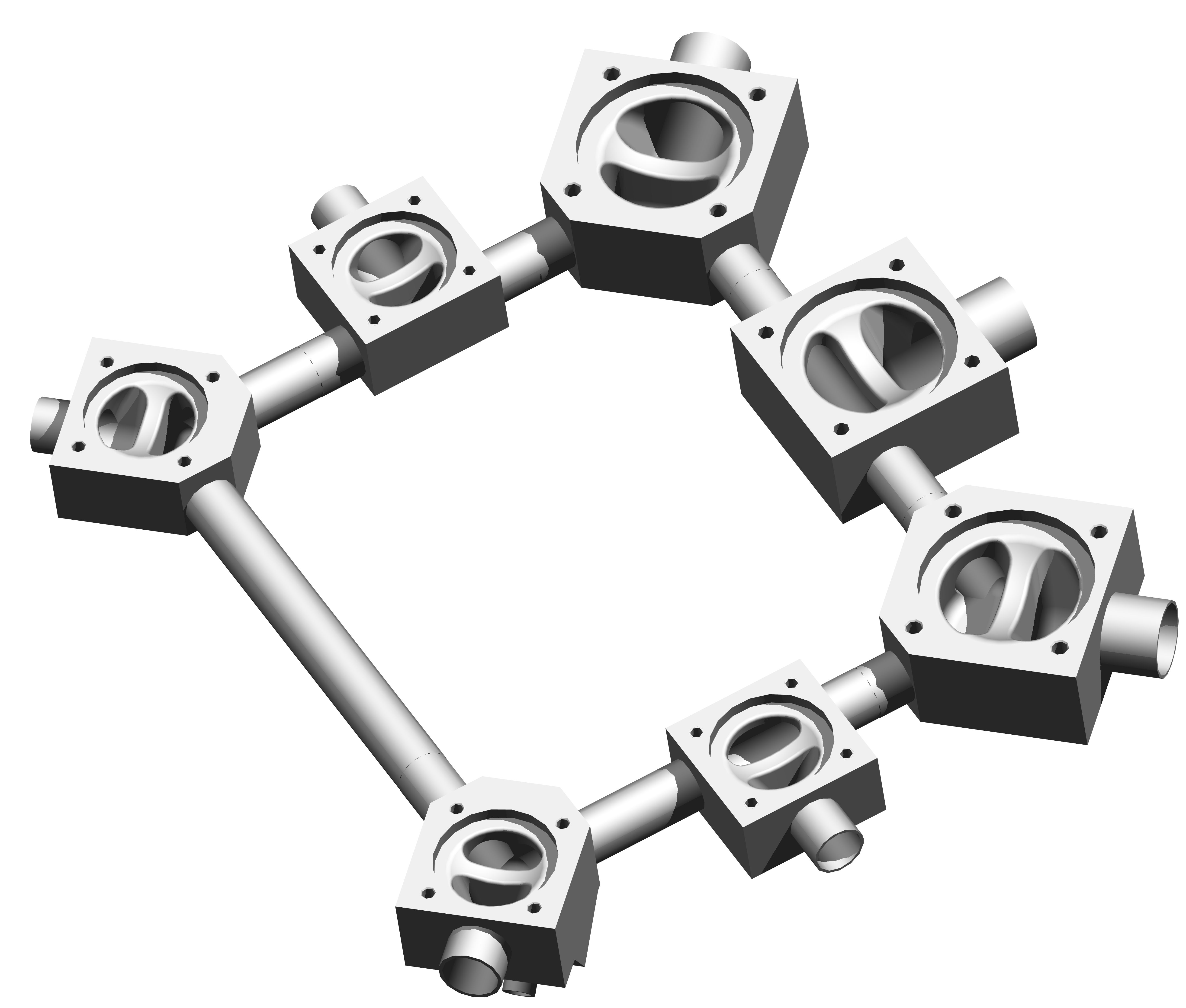
Kombination mehrerer Einzelsitzventile
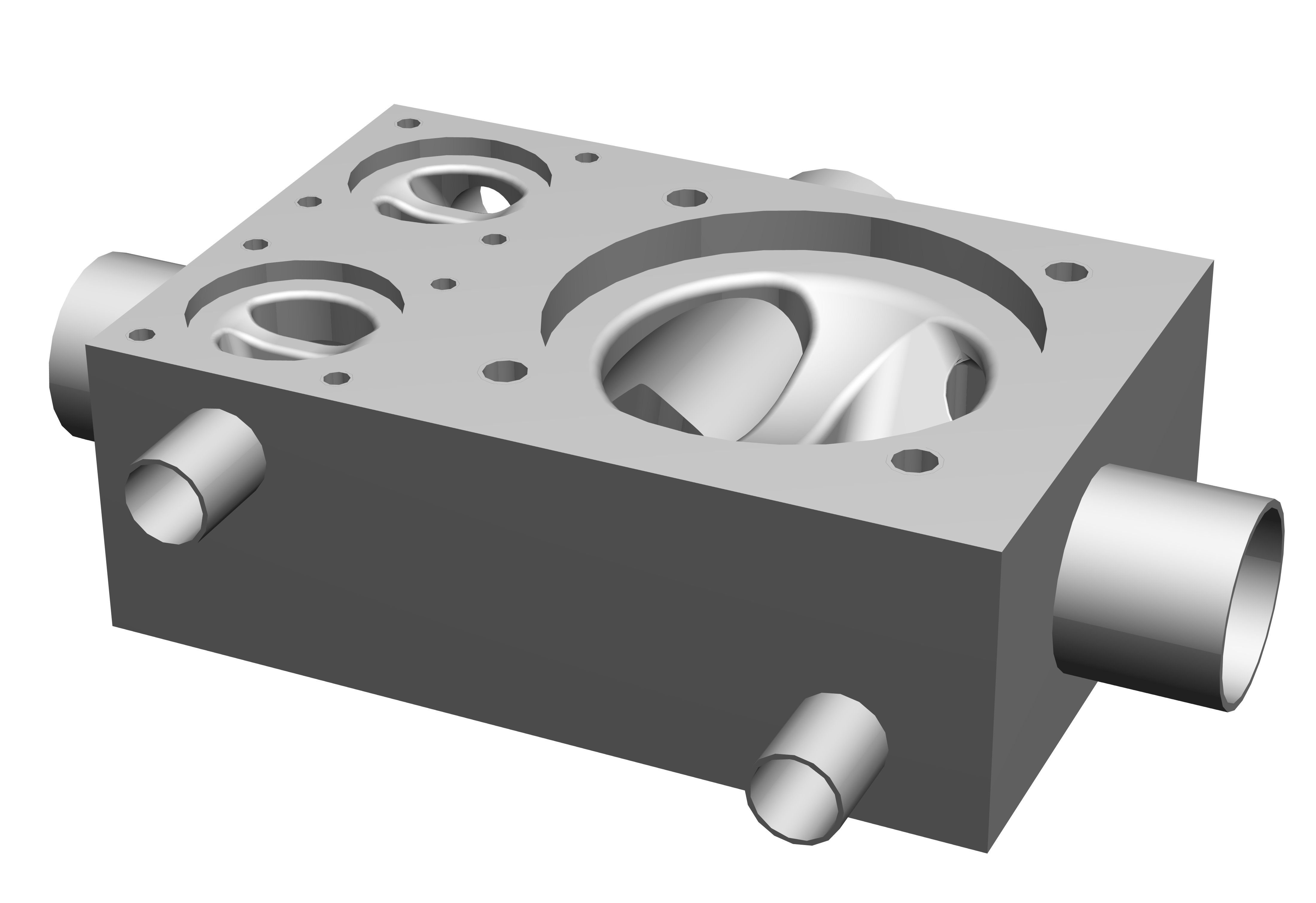
Schema Mehrsitzventil
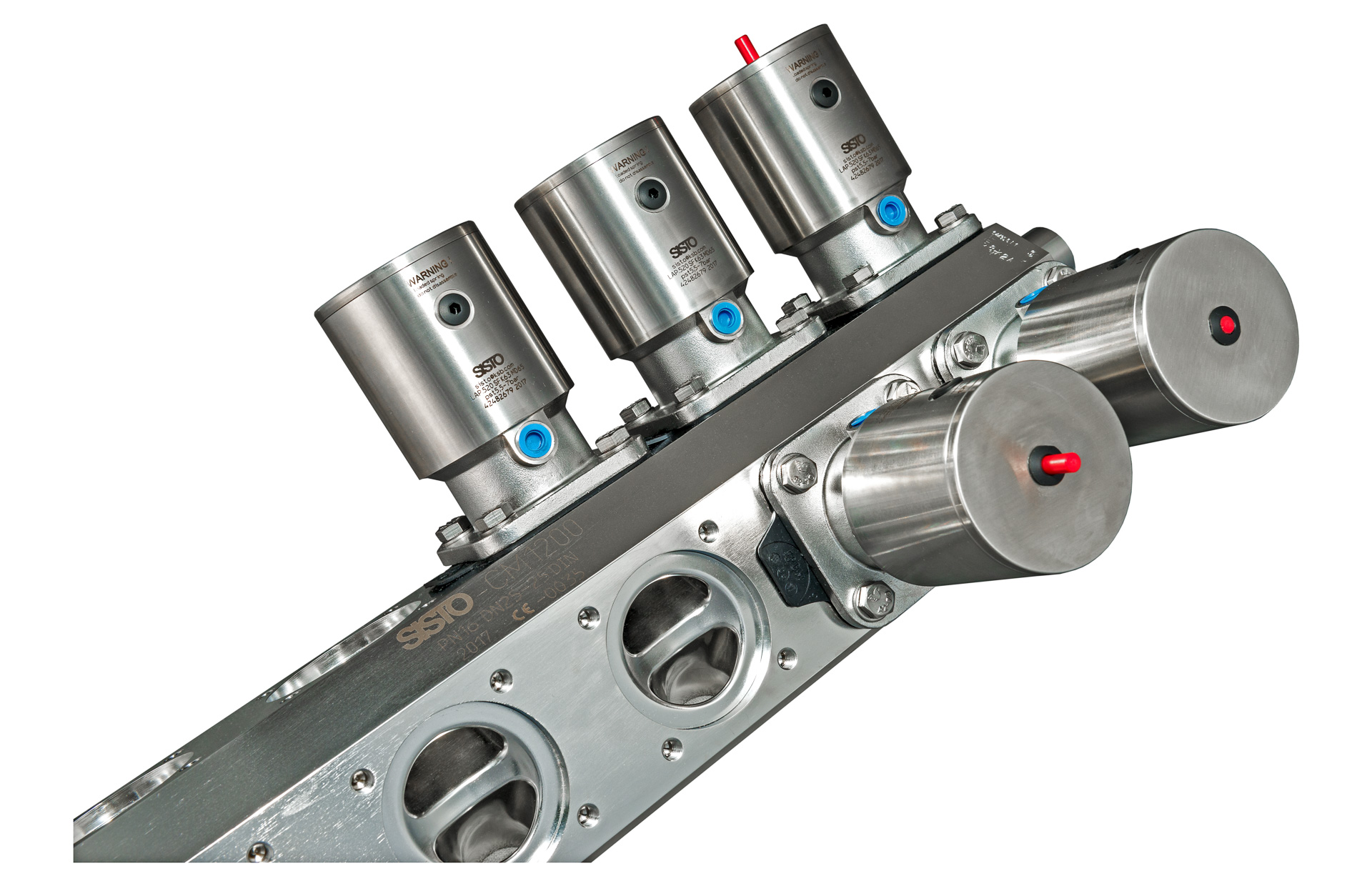
Mehrsitzventil mit mehreren Antrieben

## Reinigungsfähigkeit
Durch die kompakte Anordnung des Mehrsitzventils nimmt die medienberührte Fläche innerhalb der Ventilkombination im Vergleich zur Ringkonstruktion erheblich ab. Dies ist von großem Vorteil für die Reinigung und Entleerbarkeit. Hinzu kommt, dass das Mehrsitzventil deutlich weniger Teilbereiche aufweist, die wenig durchspült werden oder in denen sich das Produkt ansammeln kann. Hinsichtlich der Durchspülung von Ventilkombinationen ist im Allgemeinen die „3D-Regel“ zu berücksichtigen. Danach sollte die Länge eines Abzweigs bis zum Ventilsitz den dreifachen Durchmesser des Abzweigs nicht überschreiten. Mit einer Mehrsitzkonstruktion werden „tote Äste“ vermieden und mikrobielle Verunreinigungen im stehenden Medium erheblich reduziert.
Bei richtigem Einbau des Membranventils in definierter Schräglage und bei entsprechender Güte der inneren Metalloberfläche ermöglicht eine moderne Innengeometrie eine vollständige Selbstentleerung des Mehrsitzventils, das Medium fließt somit ohne Hilfsmaßnahmen vollständig und restlos aus dem Ventilgehäuse ab.

## Antriebsarten

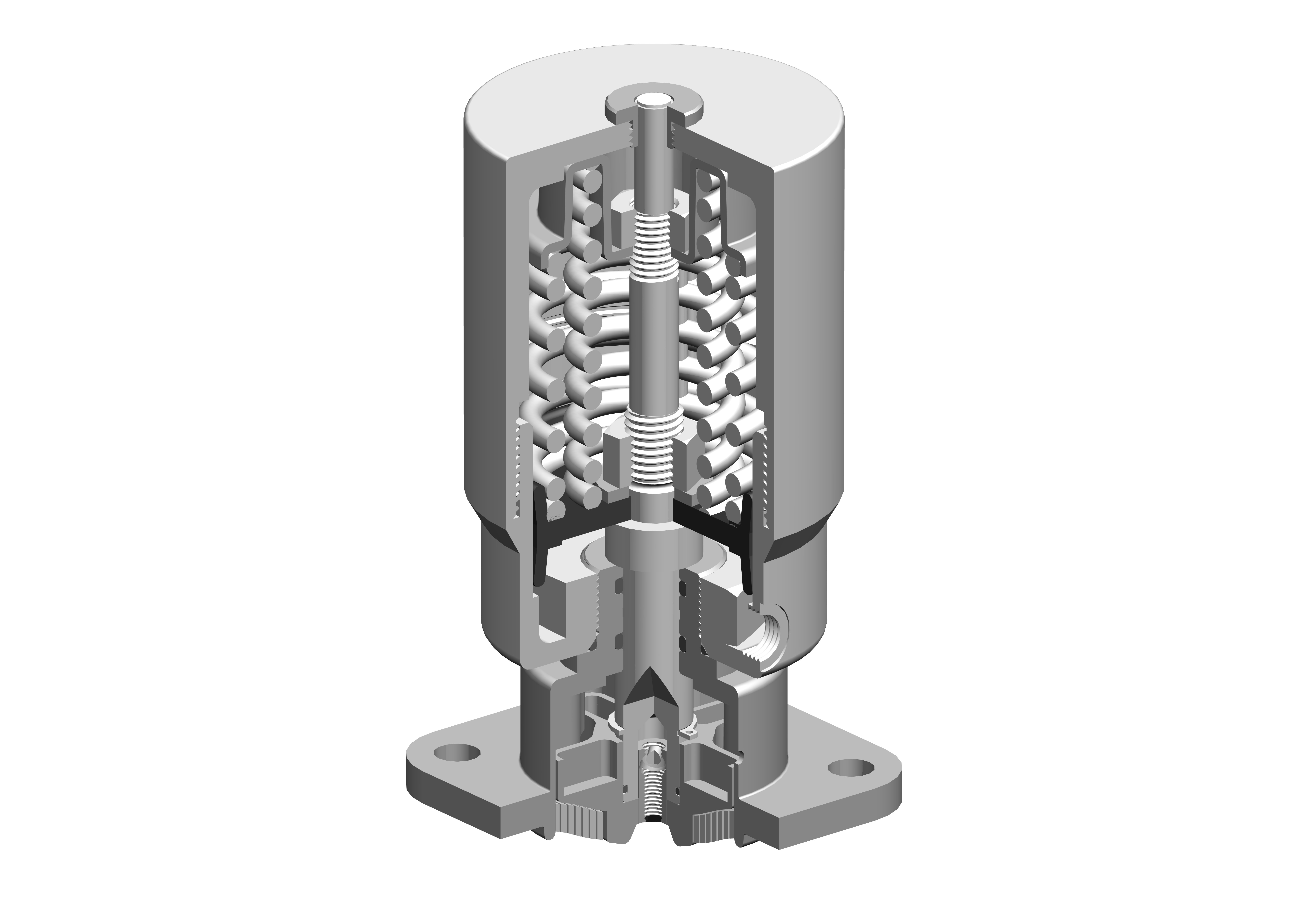
Schema eines pneumatischen Kolbenantriebs

Aufgrund des meist komplexen Aufbaus von Mehrsitzventilen kommen bei diesen in den meisten Fällen pneumatische Antriebe zum Einsatz. Nach der Bauform können pneumatische Antriebe in Kolben- und Membranantriebe unterschieden werden. Die Vorteile des Kolbenantriebs liegen in der kompakten Bauform, die sich insbesondere bei Mehrsitzkonstruktionen auszahlt. Mehrsitzventile können dadurch kompakter und leichter ausgeführt werden. Weil der Kolbenantrieb eine glatte Oberfläche ohne schlecht zu reinigende Bereiche aufweist, ist er zumeist besser außen zu reinigen als der Membranantrieb. Dessen Vorteile liegen allerdings im kostengünstigeren Antriebsaufbau.